# 玉戸駅
玉戸駅（たまどえき）は、茨城県筑西市玉戸にある、東日本旅客鉄道（JR東日本）水戸線の駅である。
当駅は筑西市西部に位置する。

## 歴史
- 1988年（昭和63年）6月20日：無人駅として新設[2]。
- 1997年（平成9年）：みどりの窓口設置、有人駅化[1]。
- 2001年（平成13年）11月18日：ICカードSuica供用開始。
- 2019年（平成31年）1月31日：みどりの窓口営業終了[3]。

## 駅構造
単式ホーム1面1線を有する地上駅である。
水戸統括センター（下館駅）管理の業務委託駅（JR東日本ステーションサービス受託）であるが、駅員の配置ならびに自動券売機の稼働は昼間（12:30〜15:50）のみである。自動券売機・乗車駅証明書発行機・簡易Suica改札機、待合室および公衆トイレが設置されている。

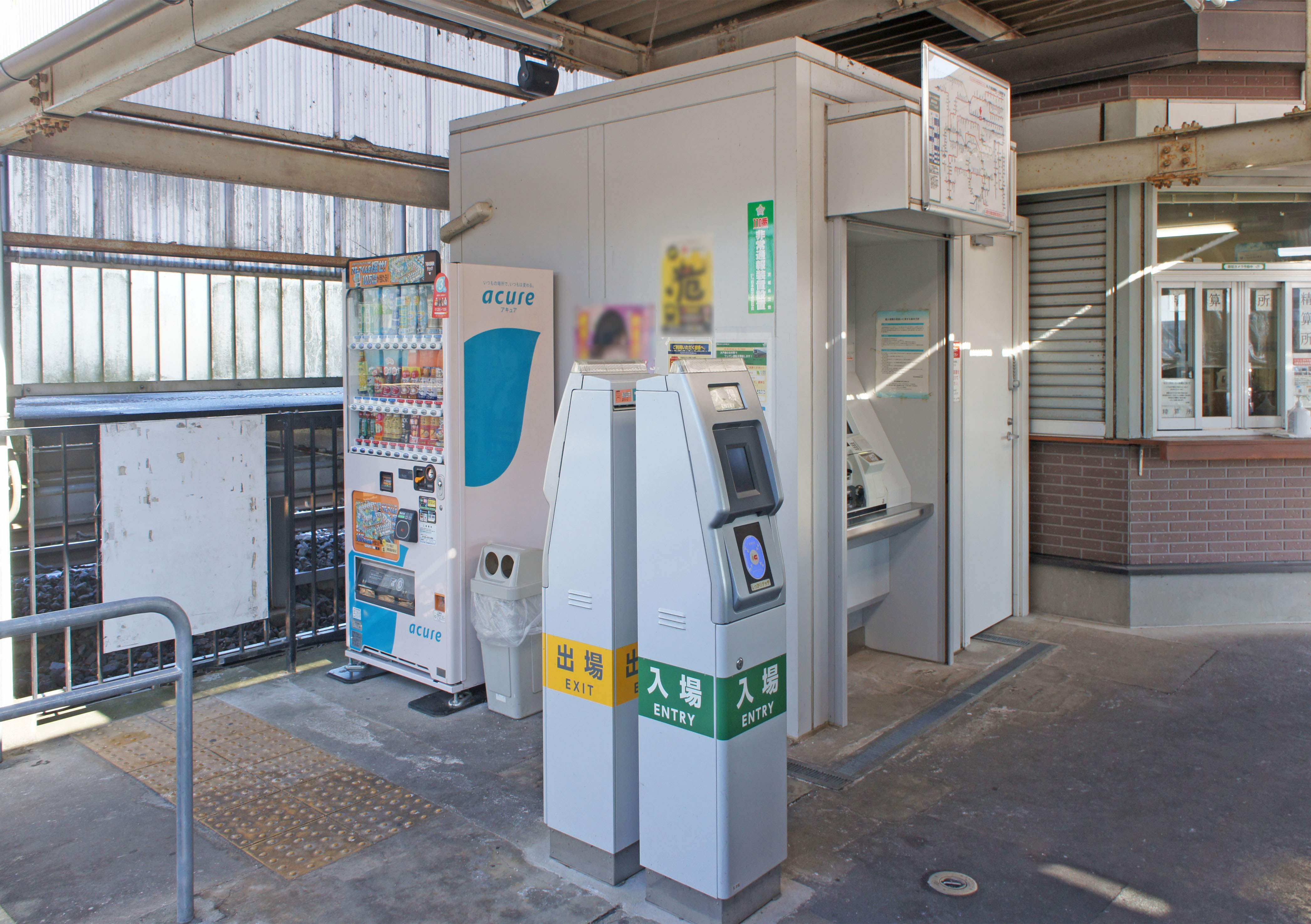
改札口（2022年1月）
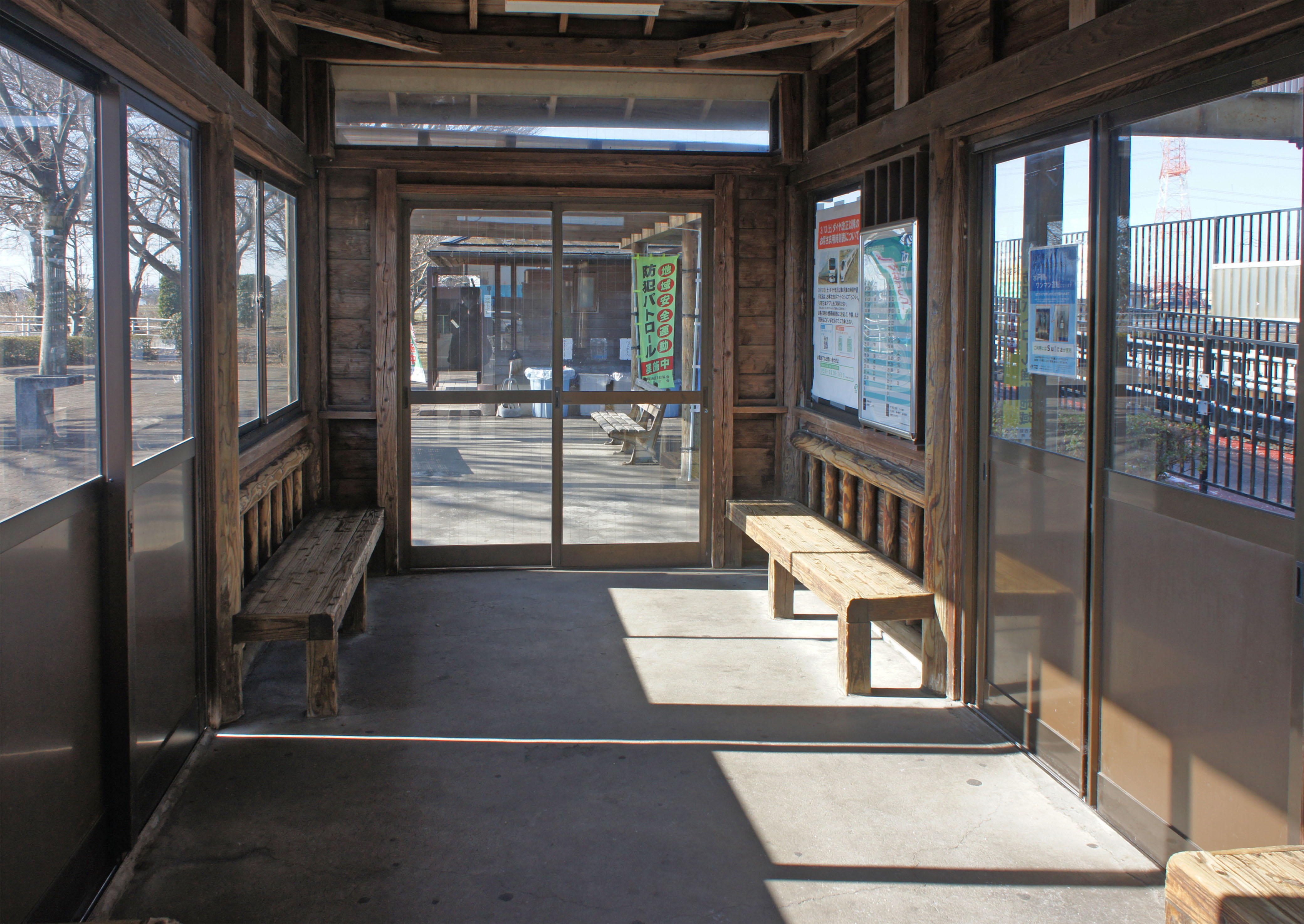
待合室（2022年1月）
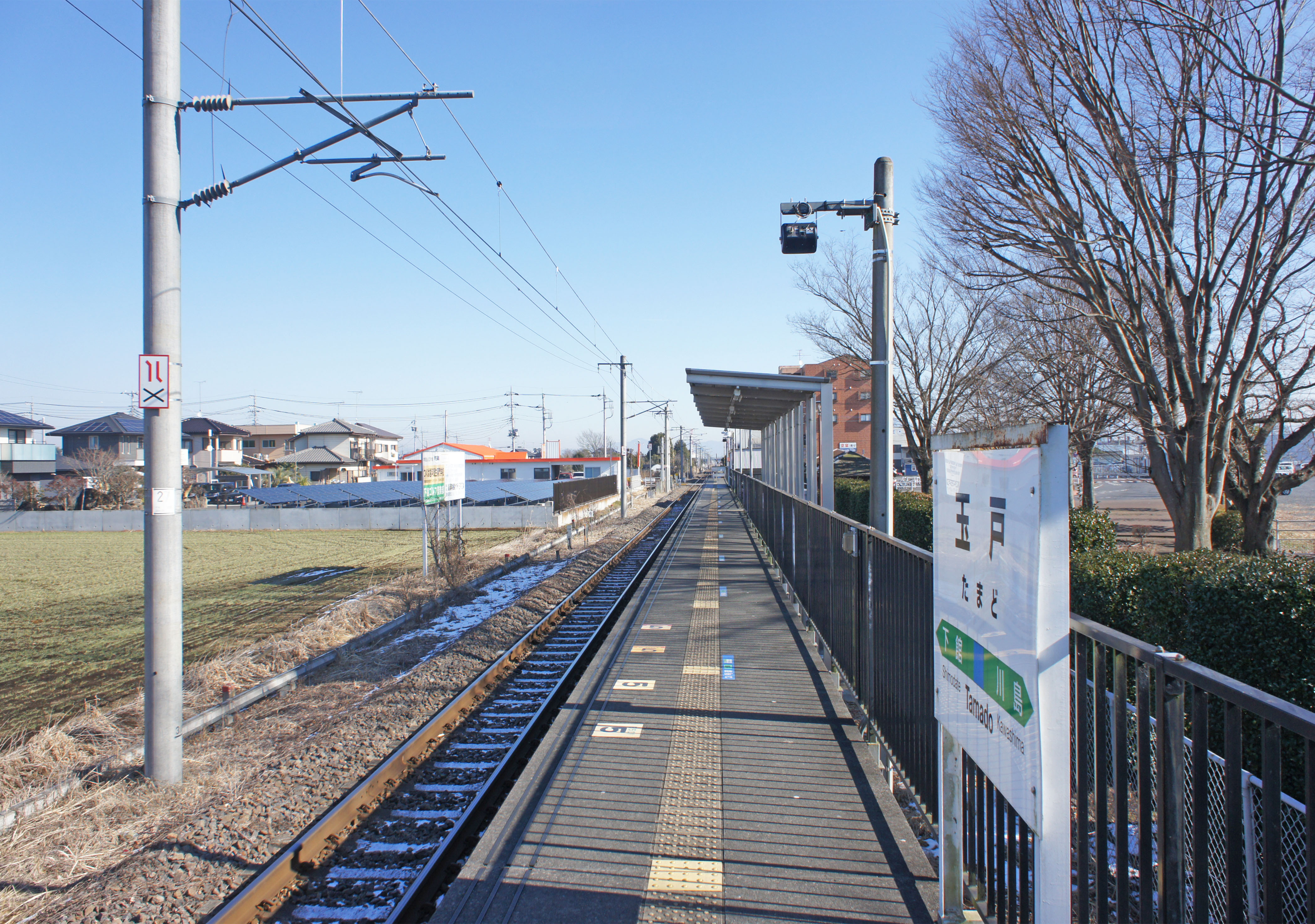
ホーム（2022年1月）

## 利用状況
JR東日本によると、2023年度（令和5年度）の1日平均乗車人員は617人である。
2000年度（平成12年度）以降の推移は以下の通り。
| 乗車人員推移       | 乗車人員推移     | 乗車人員推移    |
| 年度               | 1日平均 乗車人員 | 出典            |
| ------------------ | ---------------- | --------------- |
| 2000年（平成12年） | 877              | [ 利用客数 2 ]  |
| 2001年（平成13年） | 869              | [ 利用客数 3 ]  |
| 2002年（平成14年） | 874              | [ 利用客数 4 ]  |
| 2003年（平成15年） | 853              | [ 利用客数 5 ]  |
| 2004年（平成16年） | 865              | [ 利用客数 6 ]  |
| 2005年（平成17年） | 851              | [ 利用客数 7 ]  |
| 2006年（平成18年） | 838              | [ 利用客数 8 ]  |
| 2007年（平成19年） | 837              | [ 利用客数 9 ]  |
| 2008年（平成20年） | 816              | [ 利用客数 10 ] |
| 2009年（平成21年） | 811              | [ 利用客数 11 ] |
| 2010年（平成22年） | 770              | [ 利用客数 12 ] |
| 2011年（平成23年） | 707              | [ 利用客数 13 ] |
| 2012年（平成24年） | 718              | [ 利用客数 14 ] |
| 2013年（平成25年） | 725              | [ 利用客数 15 ] |
| 2014年（平成26年） | 723              | [ 利用客数 16 ] |
| 2015年（平成27年） | 693              | [ 利用客数 17 ] |
| 2016年（平成28年） | 685              | [ 利用客数 18 ] |
| 2017年（平成29年） | 705              | [ 利用客数 19 ] |
| 2018年（平成30年） | 706              | [ 利用客数 20 ] |
| 2019年（令和元年） | 662              | [ 利用客数 21 ] |
| 2020年（令和02年） | 465              | [ 利用客数 22 ] |
| 2021年（令和03年） | 514              | [ 利用客数 23 ] |
| 2022年（令和04年） | 582              | [ 利用客数 24 ] |
| 2023年（令和05年） | 617              | [ 利用客数 1 ]  |

## 駅周辺
- 玉戸モール - 飲食店などのテナントが集まっている商業施設（徒歩約5分）
- 国道50号
- 茨城県西部医療機構筑西診療所
- 下館玉戸郵便局
- 玉戸工業団地
- 筑西警察署玉戸交番

## バス路線
- 筑西市地域内運行バス（関東鉄道が受託運行）
  - 下館駅南口行
  - 下館駅北口行（平日日中のみ）

## 隣の駅
東日本旅客鉄道（JR東日本）
■水戸線
川島駅 - 玉戸駅 - 下館駅

### 記事本文
1. 1 2 3 4 5  『週刊 JR全駅・全車両基地』 05号 上野駅・日光駅・下館駅ほか92駅、朝日新聞出版〈週刊朝日百科〉、2012年9月9日、27頁。
2. 1 2  “二新駅が誕生 JR水戸支社管内”. 交通新聞 (交通新聞社):  p. 1. (1998年6月25日)
3. ↑  “駅の情報（玉戸駅）：JR東日本”.   東日本旅客鉄道. 2019年1月11日時点のオリジナルよりアーカイブ。2019年1月11日閲覧。

### 利用状況
1. 1 2  “各駅の乗車人員（2023年度）”.   東日本旅客鉄道. 2024年7月21日閲覧。
2. ↑  “各駅の乗車人員（2000年度）”.   東日本旅客鉄道. 2019年3月9日閲覧。
3. ↑  “各駅の乗車人員（2001年度）”.   東日本旅客鉄道. 2019年3月9日閲覧。
4. ↑  “各駅の乗車人員（2002年度）”.   東日本旅客鉄道. 2019年3月9日閲覧。
5. ↑  “各駅の乗車人員（2003年度）”.   東日本旅客鉄道. 2019年3月9日閲覧。
6. ↑  “各駅の乗車人員（2004年度）”.   東日本旅客鉄道. 2019年3月9日閲覧。
7. ↑  “各駅の乗車人員（2005年度）”.   東日本旅客鉄道. 2019年3月9日閲覧。
8. ↑  “各駅の乗車人員（2006年度）”.   東日本旅客鉄道. 2019年3月9日閲覧。
9. ↑  “各駅の乗車人員（2007年度）”.   東日本旅客鉄道. 2019年3月9日閲覧。
10. ↑  “各駅の乗車人員（2008年度）”.   東日本旅客鉄道. 2019年3月9日閲覧。
11. ↑  “各駅の乗車人員（2009年度）”.   東日本旅客鉄道. 2019年3月9日閲覧。
12. ↑  “各駅の乗車人員（2010年度）”.   東日本旅客鉄道. 2019年3月9日閲覧。
13. ↑  “各駅の乗車人員（2011年度）”.   東日本旅客鉄道. 2019年3月9日閲覧。
14. ↑  “各駅の乗車人員（2012年度）”.   東日本旅客鉄道. 2019年3月9日閲覧。
15. ↑  “各駅の乗車人員（2013年度）”.   東日本旅客鉄道. 2019年3月9日閲覧。
16. ↑  “各駅の乗車人員（2014年度）”.   東日本旅客鉄道. 2019年3月9日閲覧。
17. ↑  “各駅の乗車人員（2015年度）”.   東日本旅客鉄道. 2019年3月9日閲覧。
18. ↑  “各駅の乗車人員（2016年度）”.   東日本旅客鉄道. 2019年3月9日閲覧。
19. ↑  “各駅の乗車人員（2017年度）”.   東日本旅客鉄道. 2019年7月9日閲覧。
20. ↑  “各駅の乗車人員（2018年度）”.   東日本旅客鉄道. 2019年7月9日閲覧。
21. ↑  “各駅の乗車人員（2019年度）”.   東日本旅客鉄道. 2020年7月12日閲覧。
22. ↑  “各駅の乗車人員（2020年度）”.   東日本旅客鉄道. 2021年7月24日閲覧。
23. ↑  “各駅の乗車人員（2021年度）”.   東日本旅客鉄道. 2022年8月7日閲覧。
24. ↑  “各駅の乗車人員（2022年度）”.   東日本旅客鉄道. 2023年7月10日閲覧。